# Віті (футболіст)
Віті (порт. Witi, нар. 26 серпня 1996, Бейра) — мозамбіцький футболіст, нападник португальського клубу «Насіунал».
Виступав, зокрема, за клуб «Насіунал», а також національну збірну Мозамбіку.

## Клубна кар'єра
Народився 26 серпня 1996 року в місті Бейра. Вихованець юнацьких команд футбольних клубів «Ліга Деспортіва», «Насіунал», «Бенфіка».
У дорослому футболі дебютував 2015 року виступами за команду «Насіунал», кольори якої захищає й донині.

## Виступи за збірну
У 2015 році дебютував в офіційних матчах у складі національної збірної Мозамбіку.
| Дата       | Місто        | Господарі    | Результат | Гості        | Турнір                                   | Голи | Примітки |
| ---------- | ------------ | ------------ | --------- | ------------ | ---------------------------------------- | ---- | -------- |
| 6-9-2015   | Маврикій     | Маврикій     | 1 – 0     | Мозамбік     | Відбір до Кубка африканських націй 2015  | -    | 53'      |
| 27-3-2016  | Мапуту       | Мозамбік     | 0 – 0     | Гана         | Відбір до Кубка африканських націй 2017  | -    | 45'      |
| 4-6-2016   | Кігалі       | Руанда       | 2 – 3     | Мозамбік     | Відбір до Кубка африканських націй 2017  | -    |          |
| 3-9-2016   | Мапуту       | Мозамбік     | 1 – 0     | Маврикій     | Відбір до Кубка африканських націй 2017  | -    |          |
| 8-9-2018   | Мапуту       | Мозамбік     | 2 – 2     | Гвінея-Бісау | Відбір до Кубка африканських націй 2019  | -    | 90'      |
| 13-10-2018 | Мапуту       | Мозамбік     | 1 – 2     | Намібія      | Відбір до Кубка африканських націй 2019  | -    | 86'      |
| 16-10-2018 | Віндгук      | Намібія      | 1 – 0     | Мозамбік     | Відбір до Кубка африканських націй 2019  | -    | 59'      |
| 18-11-2018 | Мапуту       | Мозамбік     | 1 – 0     | Замбія       | Відбір до Кубка африканських націй 2019  | -    |          |
| 23-3-2019  | Бісау        | Гвінея-Бісау | 2 – 2     | Мозамбік     | Відбір до Кубка африканських націй 2019  | -    |          |
| 4-9-2019   | Маврикій     | Маврикій     | 0 – 1     | Мозамбік     | Відбір до ЧС 2022                        | -    | 72' 77'  |
| 10-9-2019  | Мапуту       | Мозамбік     | 2 – 0     | Маврикій     | Відбір до ЧС 2022                        | -    | 90'      |
| 13-10-2019 | Найробі      | Кенія        | 0 – 1     | Мозамбік     | товариський матч                         | -    |          |
| 14-11-2019 | Мапуту       | Мозамбік     | 2 – 0     | Руанда       | Відбір до Кубка африканських націй 2021  | -    | 65'      |
| 18-11-2019 | Прая         | Кабо-Верде   | 2 – 2     | Мозамбік     | Відбір до Кубка африканських націй 2021  | 1    | 62'      |
| 8-10-2020  | Ріу-Майор    | Гвінея-Бісау | 1 – 0     | Мозамбік     | товариський матч                         | -    |          |
| 12-11-2020 | Дуала        | Камерун      | 4 – 1     | Мозамбік     | Відбір до Кубка африканських націй 2021  | -    |          |
| 13-11-2021 | Котону       | Кот-д'Івуар  | 3 – 0     | Мозамбік     | Відбір до ЧС 2022                        | -    |          |
| 16-11-2021 | Котону       | Мозамбік     | 1 – 0     | Малаві       | Відбір до ЧС 2022                        | -    | 63'      |
| 2-6-2022   | Йоганнесбург | Мозамбік     | 1 – 1     | Руанда       | Відбір до Кубка африканських націй 2023  | -    | 70'      |
| 8-6-2022   | Котону       | Бенін        | 0 – 1     | Мозамбік     | Відбір до Кубка африканських націй 2023  | -    | 73'      |
| 24-3-2023  | Діамніадіо   | Сенегал      | 5 – 1     | Мозамбік     | Відбір до Кубка африканських націй 2023  | -    | 67'      |
| 28-3-2023  | Мапуту       | Мозамбік     | 0 – 1     | Сенегал      | Відбір до Кубка африканських націй 2023  | -    | 30'      |
| 18-6-2023  | Бутаре       | Руанда       | 0 – 2     | Мозамбік     | Відбір до Кубка африканських націй 2023  | -    | 54'      |
| 9-9-2023   | Мапуту       | Мозамбік     | 3 – 2     | Бенін        | Відбір до Кубка африканських націй 2023  | 1    | 61'      |
| 13-10-2023 | Фару         | Ангола       | 1 – 1     | Мозамбік     | товариський матч                         | -    | 68'      |
| 16-10-2023 | Албуфейра    | Мозамбік     | 2 – 3     | Нігерія      | товариський матч                         | -    | 46'      |
| 14-1-2024  | Абіджан      | Єгипет       | 2 – 2     | Мозамбік     | Кубок африканських націй 2023 - 1-й етап | 1    | 81'      |
| Усього     |              | Матчів       | 27        |              | Голів                                    | 3    |          |